# Lafayette Escadrille
Lafayette Escadrille je americký válečný film natočený roku 1958. Film byl produkován společností Warner Bros. a jedná se o poslední režijní počin Williama A. Wellmana, se scénářem založeným na jeho vlastním příběhu. V hlavních rolích hráli Tab Hunter, David Janssen, Will Hutchins a Etchika Choureau, ve vedlejší roli byl poprvé v kariéře představen Clint Eastwood. Příběh se odehrává během první světové války a vypráví o uprchlém americkém mladíkovi, který se přidal ke francouzské letce Lafayette Escadrille, již tvořili samí američtí dobrovolníci. Podobnou zápletku má i novější film Rytíři nebes od Tonyho Billa z roku 2006.